# Paradis (musikalbum)
Paradis är ett album av den svenska popgruppen Ratata, utgivet på vinyl 1984 och CD 1989. 

## Låtförteckning
1. Jag behöver dig - 4:07
2. En plats i mitt hjärta - 3:12
3. Någonting - 4:01
4. Vem - 2:48
5. Allt jag vill - 3:19
6. När jag sluter mina ögon - 3:11
7. Paradis - 2:19
8. Säg att du vill - 2:52
9. Igår - 3:18
10. Försent - 3:36

Alla låtar är skrivna av Mauro Scocco och Johan Ekelund, utom 8, 10 av Mauro Scocco.

## Ratata
- Mauro Scocco
- Johan Ekelund

## Gästmusiker
- Kör: Anders Glenmark (1), Peter Lundblad (1), Anders Ericsson (3,8), Anne-Lie Rydé (5), Mia Lindgren (5)
- Trummor: Pelle Alsing (2,5,8,10), Hasse Rolin (9)
- Saxofon: Erik Häusler (2,8)
- Orgel (8,10), Flygel (10): Hasse Olsson

## Listplaceringar
| Lista (1984-1985) | Position |
| ----------------- | -------- |
| Sverige           | 14       |